# Smite
Smite (stilizat ca SMITE) e joc video free-to-play de tipul MOBA cu perspectivă third person realizat și publicat de Hi-Rez Studios pentru Microsoft Windows. 

## Moduri de joc
Smite conține șase moduri principale de joc (Arena, Assault, Clash, Conquest, Siege și Joust), unul zilnic (MOTD) și modurile de practică. În toate modurile principale cu excepția Joust și Siege există doua echipe adverse a câte 5 jucători.

### Conquest
Modul Conquest (ro: Cucerire) este primul mod inclus în joc, fiind cel specific jocurilor MOBA consacrate. Un meci Conquest durează în medie aproximativ 30 de minute. 
Există 3 drumuri între bazele celor două echipe pe care pornesc unitățile cu inteligență arificială numite minioni la un interval prestabilit. Între drumuri există jungla ce conține minioni neutrii a căror înfrângere aduce bonusuri temporare jucătorilor. Fiecare drum este protejat de către 2 turnuri și o pasăre Pheonix care, dacă este omorâtă, renaște (din propria cenușă) la un interval prestabilit. În fiecare bază se află câte un titan. Jucătorii pot ajunge la titan distrugând turetele și înfrângând pasărea Pheonix de pe cel puțin un drum. Echipa câștigătoare este cea care distruge prima titanul advers.
Înaintea începerii meciului fiecare jucător își alege unul din zeii disponibili (nu pot exista doi zei de același fel într-o echipă).

## Zeii din Smite
| - Agni (hindus, zeul focului) - Ah Muzen Cab (maiaș) - Ah Puch (maiaș) - Amaterasu (japonez) - Anhur (egiptean - Anubis (egiptean, zeul morților) - Ao Kuang (chinez) - Afrodita (greacă, zeița frumuseții) - Apollo (grec, zeul muzicii) - Arachne (greacă) - Ares (grec, zeul războiului) - Artemis (greacă, zeița vânatului) - Athena (greacă) - Awilix (maiașă) - Bacchus (roman, zeul vinului) - Bakasura (hindus) - Bastet (egipteană, zeița pisicilor) - Bellona (romană) - Cabrakan (maian) - Chaac (maiaș) - Chang'e (chinez) - Chiron (grec) - Chronos (grec) - Cupid (roman, zeul iubirii) - Erlang Shen (chinez) - Fafnir (nordic) - Fenrir (nordică) - Freya (nordică) - Geb (egiptean) - Guan Yu (chinez) - Hades (grec) - He Bo (chinez, zeul fluviului Galben) - Hel (nordică, zeiță) - Hercules (roman) - Hou Yi (chinez) - Hun Batz (maiaș) |  |  | - Isis (egiptean) - Izanami (japonez) - Janus (roman) - Jing Wei (chinez) - Kali (hindus, zeița distrugerii) - Kukulkan (maiaș) - Kumbhakarna (hindus) - Loki (nordic) - Medusa (greacă) - Mercury (roman) - Ne Zha (chinez) - Neith (egipteană) - Nemesis (greacă) - Nox (romană) - Nu Wa (chinez) - Odin (nordic) - Osiris (egiptean) - Poseidon (grec, zeul oceanelor) - Ra (egiptean, zeul soarelui) - Raijin (japonez) - Rama (hindus) - Scylla (grec) - Serqet (egipteană) - Skadi (nordică) - Sobek (egiptean, zeul Nilului) - Sol (nordic, zeița soarelui) - Sun Wukong (chinez, regele maimuță) - Susano (japonez,zeul ploii de vară) - Sylvanus (roman) - Terra (romană) - Thanatos (greacă) - Thor (nordic, zeul trăsnetului) - Tyr (nordic) - Ullr (nordic) - Vamana (hindus) - Vulcan (roman, fierarul zeilor) - Xbalanque (maiaș) - Ymir (nordic) - Zeus (grec, zeul cerului) - Zhong Kui (chinez) |

Listă actualizată la 06 martie 2015.